# 罗兰·沃尔夫
罗兰·沃尔夫（英語：Rowland Wolfe，1914年10月8日—2010年1月14日），生于达拉斯，美国男子体操运动员。他曾获得1932年夏季奥运会体操比赛男子翻筋斗金牌。奥运会结束后不久，他结束了自己的运动生涯。